# Hemikorporektomia
Hemikorporektomia (inaczej amputacja przezlędźwiowa, halfektomia, ang. hemicorporectomy, halfectomy; dosł. przecięcie ciała wpół) – procedura chirurgiczna, polegająca na amputacji dolnej połowy ciała. Wskutek poprzecznego rozcięcia ciała na wysokości lędźwiowego odcinka kręgosłupa usuwane są kończyny dolne, narządy płciowe wewnętrzne i zewnętrzne, kości miednicy, narządy miednicy mniejszej (moczowody, odbytnica, odbyt). Zabieg jest bardzo okaleczający, wykonywany przy bardzo ciężkich i potencjalnie terminalnych schorzeniach w obrębie miednicy, z takich wskazań jak zaawansowane nowotwory złośliwe, rozległe urazy, odleżyny, zapalenie kości. Liczba opisanych w literaturze przypadków wynosi około kilkudziesięciu. Pierwszą udaną hemikorporektomię przeprowadzili J. Bradley Aust i Karel B. Absolon w 1961 roku.